# Cephalophyllum loreum
Cephalophyllum loreum är en isörtsväxtart som först beskrevs av Carl von Linné, och fick sitt nu gällande namn av Schwant. Cephalophyllum loreum ingår i släktet Cephalophyllum och familjen isörtsväxter. Inga underarter finns listade i Catalogue of Life.